# Maestro Esiguo
Maestro Esiguo, oppure Alunno di Benozzo (XVI secolo – XVI secolo), è stato un pittore italiano.

## Biografia

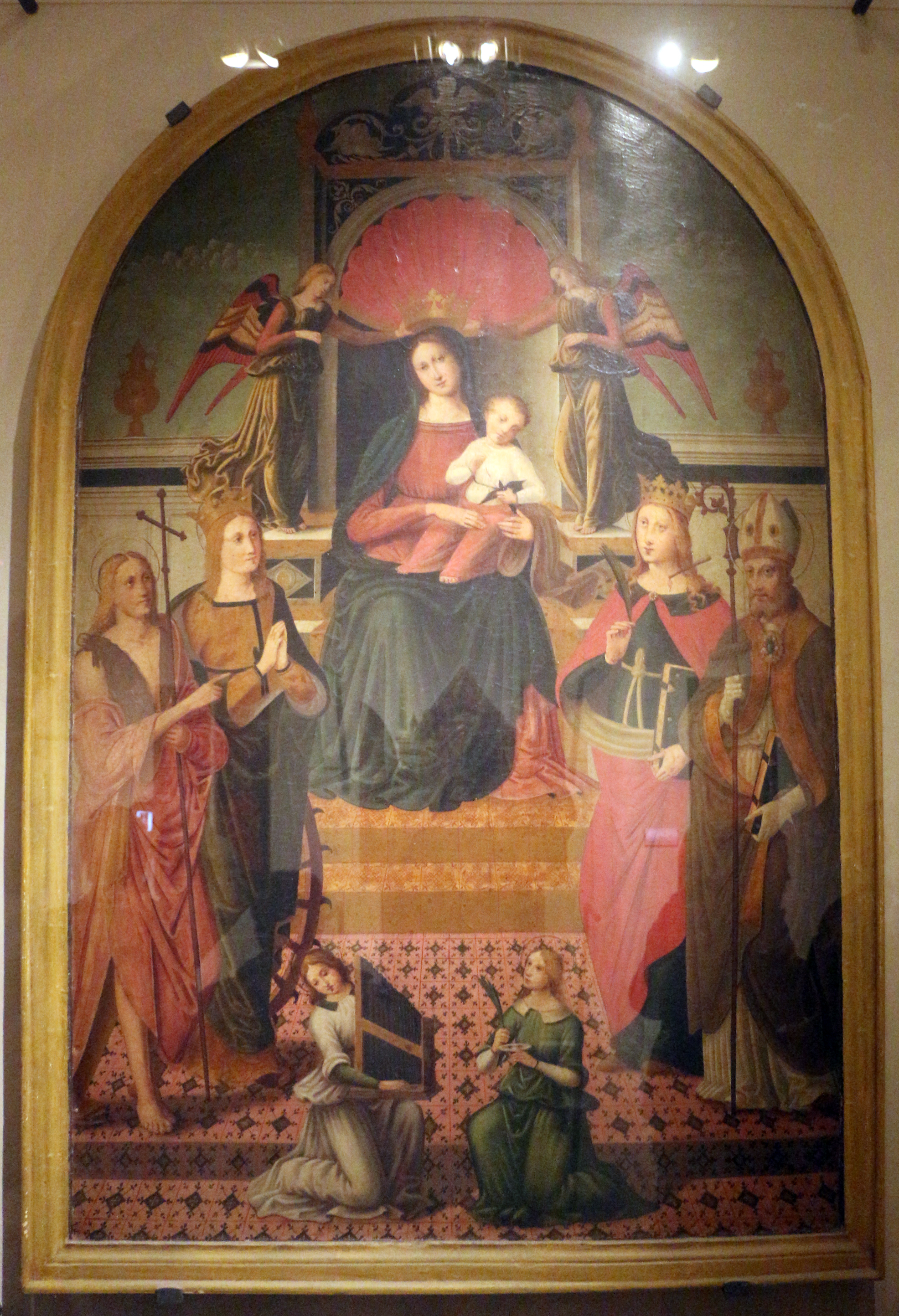
Madonna in trono, 1490-1510

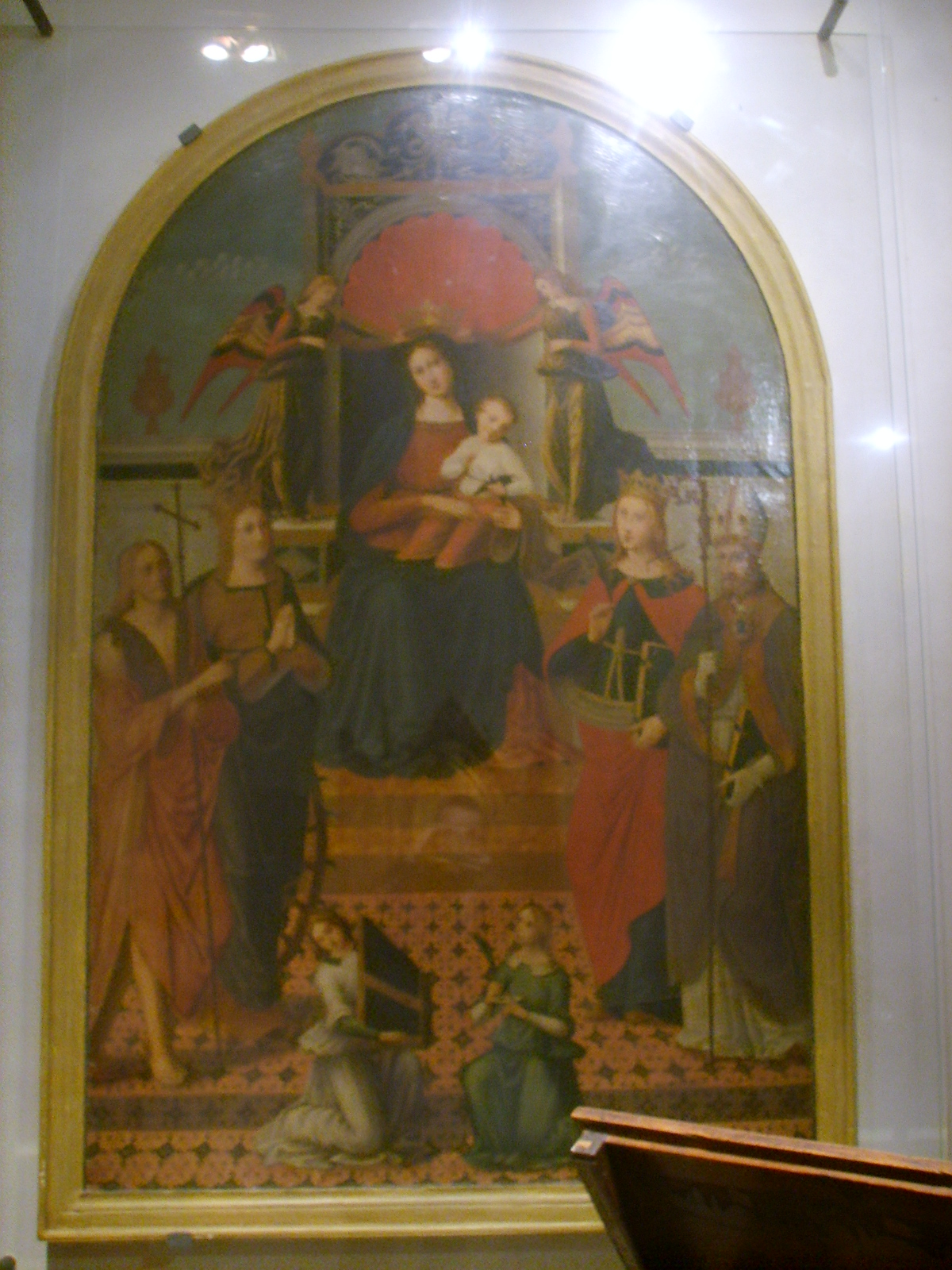
Madonna con Bambino, angeli e santi

Con la denominazione di Maestro Esiguo, oppure Alunno di Benozzo, si indica l'artista toscano anonimo per lo stile elementare ed esiguo, ma personale, con cui interpretò le lezioni di Benozzo.
Fu lo storico dell'arte Roberto Longhi, nel 1927, ad individuare e a descrivere la carriera del Maestro Esiguo, partendo dall'opera San Michele Arcangelo con san Francesco d'Assisi, san Girolamo, santa Caterina d'Alessandria, santa Brigida di Svezia, allora esposta al Museo di Chambéry, ora al Musée du Petit Palais di Avignone.
Le altre opere, di grande fascino, che in precedenza erano state attribuite dallo storico dell'arte statunitense Bernard Berenson a Pier Francesco Fiorentino, a Benozzo Gozzoli, a Jacopo del Sellaio, sono la Deposizione n. 73 della Pinacoteca vaticana, una Madonna col Bambino e Angeli di Nîmes, una Madonna col Bambino e quattro Santi della Collezione Carrand di Firenze, l'Adorazione dei Magi n. 42 della Gemäldegalerie Alte Meister di Dresda, una Madonna fra Santi della Galleria nazionale dell'Umbria.
Oltre a queste opere, il Berenson successivamente aggiunse altri dipinti, tra cui il Cristo nell'orto della Collezione Eissler di Vienna e denominò il Maestro Esiguo anche come Alunno di Benozzo, dato che fu allievo del Gozzoli, attorno al 1470.
Il Maestro Esiguo fu attivo a Firenze fino al 1490, dopo di che ebbe contatti con gli artisti umbri più importanti dell'epoca, quali Perugino e Pinturicchio.
Tra le opere più significative del Maestro Esiguo vi è la Trinità con sant'Agostino e san Francesco d'Assisi (1490-1510), esposta al Denver Art Museum. Nell'opera è raffigurato centralmente il Cristo crocefisso che viene sostenuto dalla mani di Dio Padre, mentre la colomba simbolo dello Spirito Santo è presente sulla croce. Tutta la Trinità è raccolta all'interno di una mandorla, che simboleggia il mondo. In basso, in atto di devozione i due santi aventi una espressività che manifesta umiltà e raccoglimento.
Anche il Cristo crocifisso, Dio Padre benedicente, Santa Caterina da Siena (1490-1510), Università del Missouri, Museum of Art and Archaelogy, Columbia, si contraddistinse per la raffigurazione di Dio Padre in alto al crocifisso, mentre legge il Libro su cui sono scritte le lettere greche di Alfa e Omega, a significare che Dio è l'inizio e la fine. Ai lati sono raffigurati san Giovanni e la Vergine, sotto invece vi è santa Caterina da Siena.
Tra le caratteristiche stilistiche del Maestro Esiguo, autore di numerose opere di tematica religiosa, si può menzionare l'interpretazione e la trasformazione in preziosi arcaismi degli elementi culturali e artistici appresi e conosciuti, sul filo di un «colorire tenuamente nella gamma dei grigi come di gomma» (Roberto Longhi), come ben evidenziato dalla Visitazione della chiesa di Voltiggiano in Valdelsa.

## Opere principali
- Compianto sul Cristo morto, 1490-1499, Palazzi Vaticani, Pinacoteca Vaticana, Città del Vaticano;
- San Girolamo penitente, 1490-1500, Lindenau-Museum, Altenburg;
- San Michele Arcangelo con san Francesco d'Assisi, san Girolamo, santa Caterina d'Alessandria, santa Brigida di Svezia, 1490-1510, Musée du Petit Palais, Avignone;
- Madonna con Bambino in trono tra san Giovanni Battista, san Francesco d'Assisi, angeli e donatrice, 1490-1510, Collezione privata, Bologna;
- Madonna con Bambino in trono con san Giovanni Evangelista, santa Caterina d'Alessandria, sant'Orsola, san Lorenzo e angeli, 1490-1510, Museo nazionale del Bargello, Firenze;
- Madonna col Bambino e Angeli, 1490-1510, Nîmes;
- Madonna col Bambino e quattro Santi, 1490-1510, Collezione Carrand di Firenze;
- Madonna fra Santi, 1490-1510, Galleria nazionale dell'Umbria;
- Crocifissione di Cristo, 1490-1510, Isabella Stewart-Gardner Museum, Boston;
- Cristo nell'orto, 1490-1510, Collezione Eissler, Vienna;
- Cristo crocifisso, Dio Padre benedicente, Santa Caterina da Siena, 1490-1510, Università del Missouri, Museum of Art and Archaelogy, Columbia;
- Trinità con sant'Agostino (?) e san Francesco d'Assisi, 1490-1510 Denver Art Museum, Denver;
- Adorazione dei Re Magi, 1490-1510, Gemäldegalerie Alte Meister, Staatliche Kunstsammlungen Dresda;
- Annunciazione, 1475-1525, Collezione Cagnola, Gazzada Schianno.